# 汪川镇
汪川镇，是中华人民共和国甘肃省天水市秦州区下辖的一个乡镇级行政单位。

## 行政区划
汪川镇下辖以下地区：
汪川村、万庄村、闫沟村、斜坡村、柏沟村、杏树村、闫集村、糜川村、双集村、刘骆村、棉虎村、柏母村、郑山村、新寨村、石沟村、柏阳村、大吕村、刘斜村、汪团村、朱山村、成刘村、成河村、黄柏村、银河村、柏磨村、苏成村、郭山村和旗沟村。